# Subsidios en el sector energético

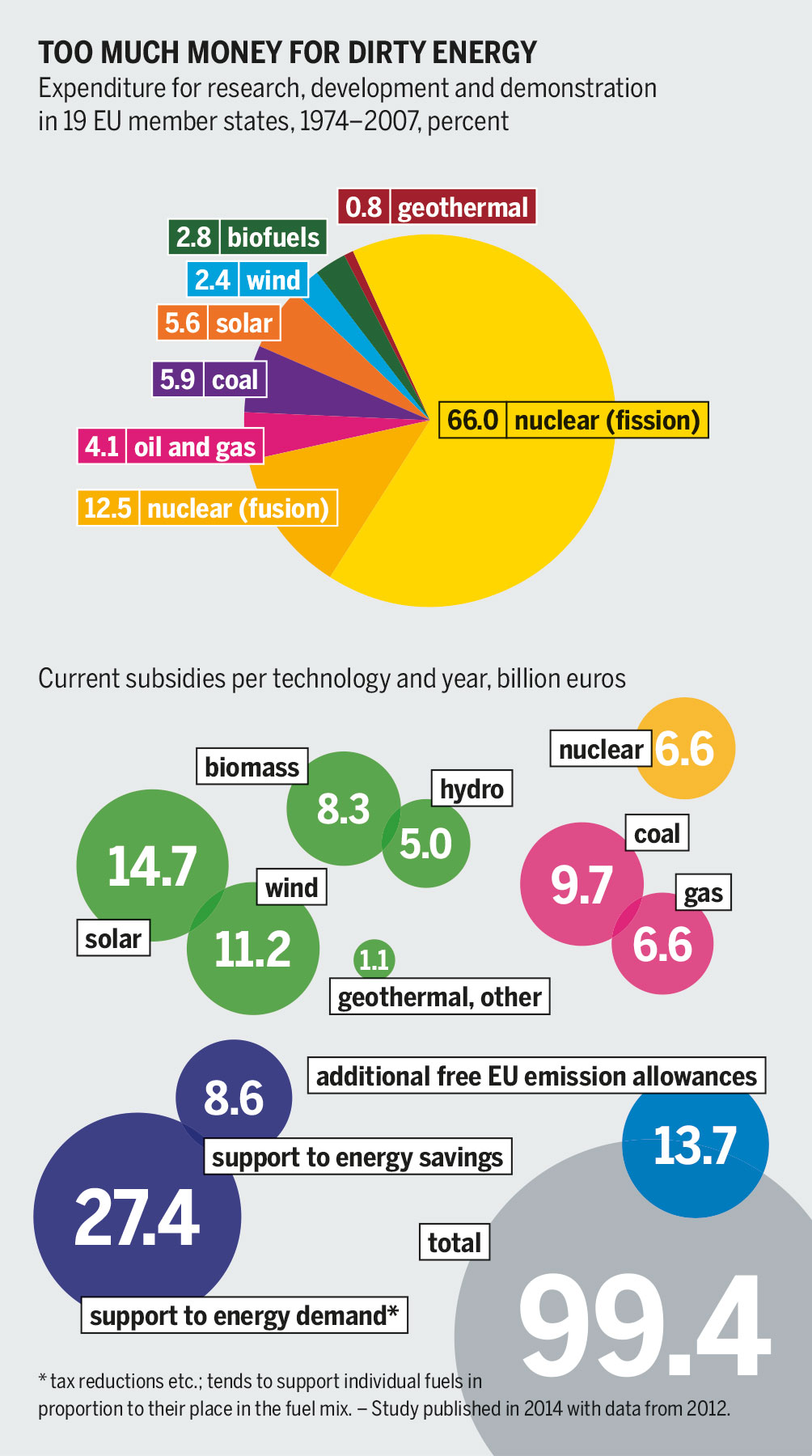

Los subsidios en el sector energético son medidas económicas adoptadas para mantener los precios para los consumidores por debajo de los precios de mercado o para mantener los precios de los productores por encima de los niveles de mercado, es decir, reducir costes para consumidores y productores. Los subsidios pueden ser transferencias de dinero efectivo directo a productores, consumidores, u órganos relacionados, así como mecanismos de soporte indirecto, como exenciones de impuestos, controles de precio, restricciones de comercio, y límites en el acceso a los mercados. El desarrollo de los actuales principales sectores energéticos se han apoyado en algún tipo de subsidios de forma sustancial.

## Subsidios en el sector de los combustibles fósiles
Los subsidios al sector de los combustibles fósiles alcanzaron los 90 000 millones de dólares en los países de la OCDE y por encima de los 500 000 millones globalmente en 2011. los subsidios al sector de las energías renovables fueron de 88.000 millones en 2011. Teniendo en cuenta la diferencia de precio de los combustibles fósiles ofrecida a países en desarrollo (en muchos países en desarrollo, los combustibles fósiles se venden por debajo de su precio normal), se estima que en 2015 los combustibles fósiles están subsidiados con unos 550.000 millones adicionales al año. Según Fatih Birol, economista en jefe de la Agencia Internacional de la Energía, si no se realiza una eliminación progresiva de los subsidios a los combustibles fósiles, los países no lograrán sus objetivos de lucha contra el cambio climático. Investigadores del proyecto IMF estiman que el coste económico de los subsidios en el sector de la energía en 2015 se sitúa en 5.300 billones de dólares, o lo que es lo mismo, 10 millones de dólares cada minuto. Esto no debe ser confundido con la cantidad real de subsidios, qué se estima en alrededor de 333.000 millones de dólares para 2015.  Esto supondría una disminución respecto a 2014, que refleja la bajada en los precios del petróleo, más que algún cambio en la política energética de los principales países.